# إدلس
ادلس هي إحدى بلديات ولاية تمنراست التابعة لدائرة تاظروك الجزائرية.
عدد سكانها قرابة 5000 نسمة وتتميز بمختلف الزراعات كزراعة الفواكه والحبوب.

## المناخ
يظهر الجدول التالي التغييرات المناخية على مدار السنة لإدلس:
| البيانات المناخية لـإدلس          | البيانات المناخية لـإدلس | البيانات المناخية لـإدلس | البيانات المناخية لـإدلس | البيانات المناخية لـإدلس | البيانات المناخية لـإدلس | البيانات المناخية لـإدلس | البيانات المناخية لـإدلس | البيانات المناخية لـإدلس | البيانات المناخية لـإدلس | البيانات المناخية لـإدلس | البيانات المناخية لـإدلس | البيانات المناخية لـإدلس | البيانات المناخية لـإدلس |
| الشهر                             | يناير                    | فبراير                   | مارس                     | أبريل                    | مايو                     | يونيو                    | يوليو                    | أغسطس                    | سبتمبر                   | أكتوبر                   | نوفمبر                   | ديسمبر                   | المعدل السنوي            |
| --------------------------------- | ------------------------ | ------------------------ | ------------------------ | ------------------------ | ------------------------ | ------------------------ | ------------------------ | ------------------------ | ------------------------ | ------------------------ | ------------------------ | ------------------------ | ------------------------ |
| متوسط درجة الحرارة الكبرى °م (°ف) | 18.4 (65.1)              | 21.0 (69.8)              | 25.0 (77.0)              | 29.5 (85.1)              | 33.2 (91.8)              | 35.9 (96.6)              | 36.1 (97.0)              | 35.3 (95.5)              | 33.6 (92.5)              | 29.5 (85.1)              | 24.9 (76.8)              | 20.1 (68.2)              | 28.5 (83.4)              |
| المتوسط اليومي °م (°ف)            | 10.8 (51.4)              | 13.0 (55.4)              | 16.9 (62.4)              | 21.4 (70.5)              | 25.4 (77.7)              | 28.8 (83.8)              | 29.2 (84.6)              | 28.5 (83.3)              | 26.5 (79.7)              | 22.1 (71.8)              | 17.4 (63.3)              | 12.7 (54.9)              | 21.1 (69.9)              |
| متوسط درجة الحرارة الصغرى °م (°ف) | 3.2 (37.8)               | 5.1 (41.2)               | 8.8 (47.8)               | 13.4 (56.1)              | 17.7 (63.9)              | 21.7 (71.1)              | 22.3 (72.1)              | 21.7 (71.1)              | 19.4 (66.9)              | 14.8 (58.6)              | 10.0 (50.0)              | 5.3 (41.5)               | 13.6 (56.5)              |
| الهطول مم (إنش)                   | 2 (0.1)                  | 2 (0.1)                  | 3 (0.1)                  | 2 (0.1)                  | 4 (0.2)                  | 4 (0.2)                  | 2 (0.1)                  | 5 (0.2)                  | 5 (0.2)                  | 3 (0.1)                  | 3 (0.1)                  | 3 (0.1)                  | 38 (1.6)                 |
| المصدر: climate-data.org          |                          |                          |                          |                          |                          |                          |                          |                          |                          |                          |                          |                          |                          |